# Мала Клітна
Мала́ Клітна — село в Україні, у Заслучненській сільській громаді Хмельницького району Хмельницької області. Населення становить 246 осіб.

## Історія
Найдавнішу писемну згадку про Малу Клітну містить акт польського короля Сигзмунда І від 27 червня 1518 в якому він підтверджує право володіння пустим селищем в Кременецькому повіті Кузьминської волості Клітною Володимирського городничого Еска Сенютича. В цьому ж документі йдеться про те, що Еско Сенютич «повідав перед нами, іж князь Андрей Олесандрович (Сангушко), староста Володимерський, а той час коли от брата нашого (короля Олександра) Кременець держав, дав йому селище пусте в Кременецькому повіті, в Кузьминській волості Клітну, яко же і брат наш Його Милость тоє селище йому дав і листом своїм підтвердив на вєчность».
Потім село згадується в опису Крем'янецького замку від 1545 рок, де читаємо: «Сенютин має Клетню держить Юрась». Пізніше село увійшло до складу численних маєтностей князів Острозьких. А після згасання їхнього роду в 1620 році, увійшло воно до так званої Острозької ординації. Останній острозький ординат, князь Януш-Олександр Сангушко 7 грудня 1753 року в Кульбушові видав передаточний акт, згідно з яким всі маєтності Острозької ординації подарував різним особам. За цією дарчою, Мала Клітна, під назвою Малої Колотні, дісталося князю Ігнатію Сапезі, воєводі Мстиславському, чашнику Литовському, сину князя Владислава — Йосафата Сапеги, воєводи Мінського і Брестського.
Від Ігнатія Сапеги село перейшло до одного з чотирьох його синів — князя Ксаверія Сапеги, воєводи Смоленського. Цей князь брав участь у польському повстанні 1831 року і після його придушення втік за кордон, а село продали з аукціону. 
У 1780 році за кошти парафіяльного священика Іоанна Данилецького була збудована дерев'яна церква Різдва Св. Хрестителя і Передтечі Господнього Іоанна. В ній у кінці позаминулого століття зберігалися книги і храмова ікона, подаровані імператором Олександром II.
Станом на 1886 рік в колишньому власницькому селі Терешківської волості Старокостянтинівського повіту Волинської губернії, мешкало 485 осіб, налічувалось 77 дворових господарств, існували православна церква, школа, постоялий будинок, водяний і 2 вітряних млини.
За переписом 1897 року кількість мешканців зросла до 729 осіб (372 чоловічої статі та 357 — жіночої), з яких 438 — православної віри.